# El padre Gallo (série télévisée, 1986)
Pour les articles homonymes, voir El padre Gallo.
El padre Gallo, était une telenovela mexicaine diffusée en 1986 par Canal de las Estrellas.

## Distribution
- Ernesto Gómez Cruz : Padre Gallo
- Alejandra Ávalos : Ray
- Fernando Ciangherotti : Patricio
- Saby Kamalich : Aurora
- Narciso Busquets : Don Indalecio
- Antonio Medellín : Víctor
- Humberto Dupeyrón : El Mudo
- Dolores Beristáin : Doña Nati
- Odiseo Bichir : Juan Francisco
- Socorro Bonilla : Yolanda
- Rosa María Moreno : Carmela
- Evangelina Martínez : Miriam
- Guillermo Gil : Ramón
- Sergio Acosta : Javier
- Marcela Camacho : Nina
- Edith Kleiman : Gladys
- Ignacio Retes : Fabián
- Paco Rabell : Eulalio
- Uriel Chávez : Güicho
- Licha Guzmán : Meche
- Sergio Sánchez : Gaspar
- Mario Valdés : Cipriano
- Madeleine Vivo : Mina
- Mario Casillas

## Versions
- El padre Gallo (1970)